# 稲上毅
稲上 毅（いながみ たけし、1944年1月7日 - ）は、日本の社会学者、東京大学名誉教授。専門は産業社会学。

## 来歴
1967年東京大学文学部倫理学科卒業、1969年同大学院社会学研究科博士課程中退。
その後、東京大学社会学科助手、1974年法政大学社会学部専任講師、1976年助教授、1983年教授、1994年東京大学文学部教授、2003年人文社会系研究科科長、文学部長、2005年定年退官、名誉教授、法政大学経営学部教授。社会保障審議会年金部会長（2006-9年）、2007年同退職、独立行政法人労働政策研究・研修機構理事長に就任。2013年同退職。
1997年、博士（社会学）（東京大学）の学位を取得。論文の題は「現代英国経営事情」。

## 著書

### 単著
- 『現代社会学と歴史意識』（木鐸社, 1973年）
- 『労使関係の社会学』（東京大学出版会, 1981年）
- 『転換期の労働世界』（有信堂高文社, 1989年）
- 『現代英国労働事情――サッチャーイズム・雇用・労使関係』（東京大学出版会, 1990年）
- 『現代英国経営事情』（日本労働研究機構, 1997年）
- 『企業グループ経営と出向転籍慣行』（東京大学出版会, 2003年）
- 『ポスト工業化と企業社会』（ミネルヴァ書房, 2005年）
- 『ヴェブレンとその時代──いかに生き、いかに思索したか』（新曜社、2013年）
- 『近世イギリスの誕生』（東信堂, 上下2巻, 2024年）

### 共著
- 『都市型中小企業の新展開』清成忠男ほか（日本経済新聞社、1982年）
- 『外国人労働者を戦力化する中小企業』桑原靖夫ほか（中小企業リサーチセンター、1992年）
- 『ネオ・コーポラティズムの国際比較』H・ウィッタカー、逢見直人、篠田徹、下平好博、辻中豊（日本労働研究機構、1994年）
- The New Community Firm: Employment, Governance and Management Reform in Japan, with D. Hugh Whittaker, (Cambridge University Press, 2005).

### 編著
- 『成熟社会のなかの企業別組合――ユニオン・アイデンティティとユニオン・リーダー』（日本労働研究機構, 1995年）

### 共編著
- （川喜多喬）『リーディングス日本の社会学（9）産業・労働』（東京大学出版会, 1987年）
- （川喜多喬）『ユニオン・アイデンティティ――どう拓く労働組合の未来』（日本労働協会, 1988年）
- （島田晴雄）『長寿社会総合講座（8）高齢者の労働とライフデザイン』（第一法規出版, 1993年）
- （川喜多喬）『講座社会学（6）労働』（東京大学出版会, 1999年）
- （八幡成美）『中小企業の競争力基盤と人的資源』（文眞堂, 1999年）
- （連合総合生活開発研究所）『現代日本のコーポレート・ガバナンス』（東洋経済新報社, 2000年）
- （森淳二朗）『コーポレート・ガバナンスと従業員』（東洋経済新報社, 2004年）
- （連合総合生活開発研究所）『労働CSR――労使コミュニケーションの現状と課題』（NTT出版, 2007年）

### 訳書
- タルコット・パーソンズ『社会的行為の構造』（木鐸社, 1976年）
- J・H・ゴールドソープ編『収斂の終焉――現代西欧社会のコーポラティズムとデュアリズム』（有信堂高文社, 1987年）